# Ямагути-гуми
Ямагути-гуми (яп. 山口組) — самая известная преступная группировка в японской якудза. Она названа в честь её основателя Харукити Ямагути. Её происхождение ведётся от профсоюза портовых рабочих в довоенном Кобе. Датой основания считается 1915 год.

Ямагути-гуми является одной из крупнейших преступных организаций в мире. По оценкам на 2020 год, число активных членов находится на уровне от 8 000 человек. Это самая большая из всех группировок якудза.
Ямагути-гуми является также одним из самых богатых сообществ в мире организованной преступности, имея миллиарды долларов прибыли в год от вымогательства, азартных игр, секс-индустрии, торговли оружием, наркотиками, а также операций в сфере недвижимости и строительства. Они также участвуют в акциях манипулирования рынком и создании порнографических сайтов.
Штаб-квартира Ямагути-гуми располагается в японском городе Кобе, но организация действует на территории всей Японии и ведёт свой бизнес и за рубежом, в основном в Азии и США. В настоящее время её кумитё (боссом) является Кэнъити Синода, и она по-прежнему имеет множество ячеек, действующих за пределами Японии.
Численность якудза стабильно снижается с 90-х годов — процесс, который принято объяснять как активизацией полицейской борьбы с организованной преступностью, так и снижением терпимости к ней в японской культуре в целом. По данным Главного управления полиции, общее число членов якудза за время с 1991 до 2012 года снизилось на 14 %, до 76 тысяч человек, из которых 35 тысяч состояли в Ямагути-гуми. В дальнейшем, число членов группировки продолжало снижаться — до 28 тысяч в 2013 и 23 тысяч в 2014 году.
Группировка пытается остановить этот процесс, занимаясь пропагандой. Так, в июле 2013 года ей была напечатана восьмистраничная новостная газета, которая распространялась между её участниками. Редакционную страницу написал сам Кэнъити Синода, а остальное место было отдано описанию воззрений якудза, их традициям, а также рыбалке с удочкой. В 2014 году Ямагути-гуми открыла собственный сайт. Группировка также предоставляет помощь населению после стихийных бедствий; особенно заметной оказалась их поддержка после землетрясения в Кобе в 1995 году, где действия правительства в течение первых недель после катастрофы были дезорганизованными; и после землетрясения и цунами 2011 года.
В 2015 году Ямагути-гуми, состоявшая на тот момент из примерно 72 фракций, раскололась. Под руководством Кунё Иноуэ, от клана откололись группировки Ямакэн-гуми из Кобе, Такуми-гуми из Осаки, а также Кёю-кай, сформировав новую организацию, получившую название Кобе Ямагути-гуми.